# لدتشکو
لدتشکو (به چکی: Ledečko) یک منطقهٔ مسکونی در جمهوری چک است که در ناحیه کوتنا هورا واقع شده‌است.